# König-Wilhelm-Kanal
Der König-Wilhelm-Kanal (litauisch Karaliaus Vilhelmo kanalas bzw. Vilhelmo kanalas, früher Klaipėdos kanalas) ist ein Kanal an der Nordküste des Kurischen Haffs im heutigen Litauen, der 1873 fertiggestellt wurde. Er diente dazu, die Memel direkt mit der Hafenstadt Memel/Klaipėda zu verbinden und somit die zuvor notwendige, teilweise gefährliche Fahrt über das Haff zu umgehen. Dazu verbindet er die Minge (lt. Minija), die ihrerseits in das Memeldelta mündet, direkt mit dem Hafen Klaipėdas. Der Kanal wird heute nicht mehr für die Schifffahrt genutzt.

## Geschichte

König-Wilhelm-Kanal, am nördlichen Ostufer des Kurischen Haffs und südlich der Stadt Memel, auf einer Landkarte von 1910 (siehe Anschlusskarte rechts unten im Bild).

Eine bedeutende Rolle spielte in früheren Zeiten auf der Memel die Flößerei. Das im Oberlauf geschlagene Holz wurde die Memel hinab transportiert und am Unterlauf teilweise vorverarbeitet. Große Mengen mussten in die damaligen Zentren Königsberg und Memel/Klaipėda transportiert werden, über die der Weitertransport (vor allem von Klaipėda aus auch auf dem Seeweg über die Ostsee) organisiert wurde.
Nach Klaipėda bestand von der Mündung aus ein natürlicher Wasserweg über das Kurische Haff. (In Richtung Königsberg bestand eine solche natürliche Verbindung nicht, weswegen bereits wesentlich früher eine künstliche Wasserstraße, das Friedrichsgraben-System, erbaut wurde.) Allerdings war der Weg über das Kurische Haff recht unsicher, weil auf ihm das Windenburger Eck umrundet werden musste. Hier zieht sich eine Moräne weit ins Haff hinein. Bei Süd- und Südwestwind lief man Gefahr, auf die unter Wasser lauernde Stein- und Schotterbank geworfen zu werden; bei Nordwest- und Nordwind konnte man im Schutz der Landzunge aufs Haff fahren, geriet dann aber auf Höhe des Leuchtturms in den Seegang des offenen Wassers, der sich über 20 – 30 km Windweg aufbauen konnte.
Die Stelle galt als problematisch und konnte je nach Wetterbedingungen den Transport behindern oder zu teilweise erheblichen Verlusten bei der Flößerei führen. Da es keine Versicherung auf Holzflöße gab, entstanden den Kaufleuten hohe Risiken; so scheiterten in den Herbststürmen des Oktober 1862 Flöße im Wert von ca. 70 000 Thalern an dieser Stelle. Auch für die normale Schifffahrt galt das Windenburger Eck als gefährlich.
Um diese Stelle zu umgehen, wurde bereits im 18. Jahrhundert ein erster Kanal geplant, jedoch aus finanziellen Erwägungen nicht erbaut, da manche Kaufleute es vorzogen, ihre Schneidemühlen ins Memeldelta zu stellen. Erst im 19. Jh. war der Bedarf an Schnittholz so gestiegen, dass wieder ein Bau diskutiert wurde.
Eine weitere Planung aus dem Jahr 1858 sah zuerst einen Kanal bis Dreverna vor; 1860 wurde die Planung aber direkt bis zum damaligen Holzhafen Klaipėdas bei der Ortschaft Schmelz/Smeltė erweitert.
1863 wurde mit dem Bau des Kanals begonnen, bis 1865 war der erste Planungsabschnitt von der Minge bis zur Dreverna fertiggestellt. Insgesamt dauerte der Bau zehn Jahre und wurde nach 1870 durch den massiven Einsatz französischer Kriegsgefangener zum Abschluss gebracht. Der Bau kostete eine knappe Million Thaler. Benannt wurde die Wasserstraße nach dem preußischen König und späteren deutschen Kaiser Wilhelm I.
Anfangs wurden Flöße und Schiffe hauptsächlich getreidelt, wozu ein Treidelpfad entlang des östlichen Minge- und des westlichen Kanalufers diente. 1902 wurde der Kanal dann vertieft, um ihn auch für größere Dampfschiffe nutzbar zu machen.
Im Laufe der Zeit verlor der Kanal an Bedeutung und ist heute nicht mehr als Wasserstraße in Betrieb. An der Mündung bei Klaipėda erinnert ein Denkmal an die französischen Kriegsgefangenen, die beim Bau des Kanals starben.

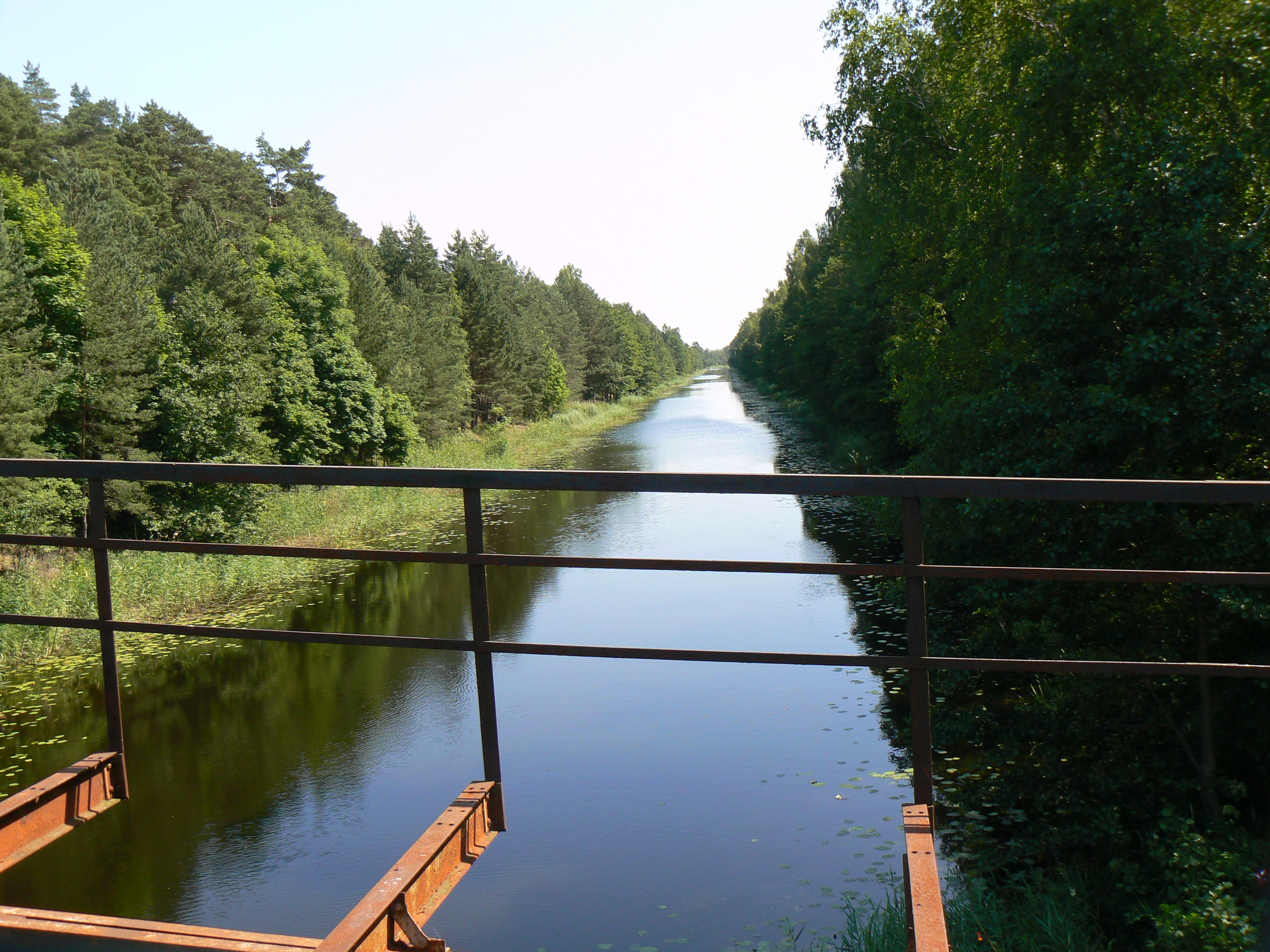
Wilhelm-Kanal, Blick nach Süden
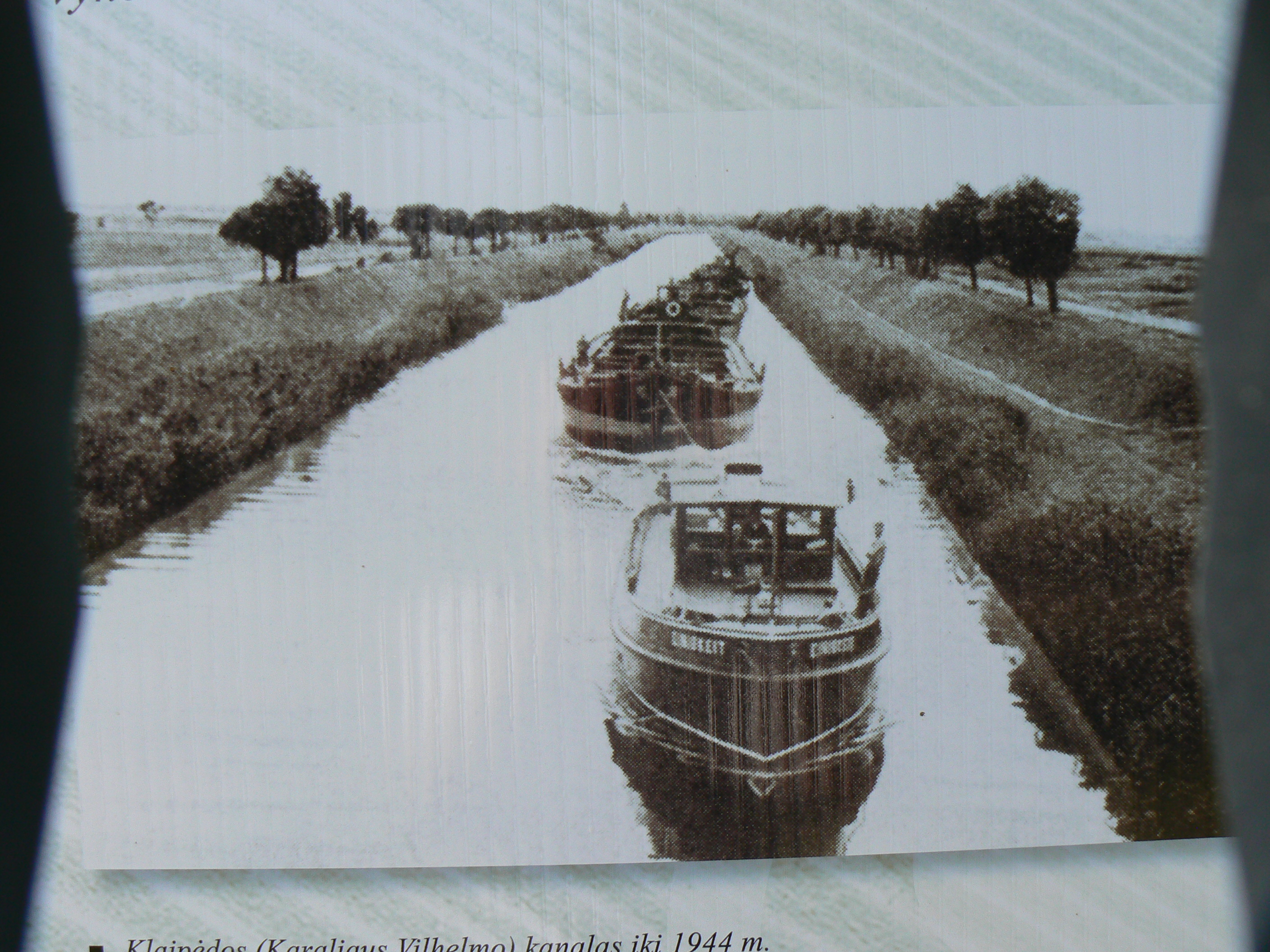
Wilhelm-Kanal im Jahr 1944

## Verlauf
Der Beginn des Kanals befindet sich beim Ort Lankupiai an der Minija, ca. 17 km von deren Mündung in die Atmata (einem Mündungsarm der Memel). Dort befindet sich die einzige Schleuse Litauens. Diese diente vor allem dazu, das Frühjahrshochwasser vom Kanal abzuhalten, ist heute jedoch außer Betrieb.
Nach ca. 13 Kilometern besteht über die Dreverna bereits eine Verbindung zum Haff – an dieser Stelle hat man das Windenburger Eck bereits umfahren. Nach weiteren neun Kilometern mündet der Kanal dann in das Hafengebiet von Klaipėda. Heute ist der Kanal durch einen Wall vom Haff abgetrennt und dient als Wasserreservoir für die Stadt.